# Filip Trpcevski
Filip Trpcevski, né le 4 mai 2003 à Göteborg en Suède, est un footballeur macédonien qui évolue au poste d'ailier droit à l'Utsiktens BK, en prêt du BK Häcken.

## Biographie

### En club
Né à Göteborg en Suède, Filip Trpcevski est formé par l'un des clubs de sa ville natale, le BK Häcken.
Il joue son premier match dans l'Allsvenskan le 9 avril 2022, lors de la deuxième journée de la saison 2022 contre le Degerfors IF. Il entre en jeu à la place de Ibrahim Sadiq et son équipe s'impose par deux buts à un.  Il participe au sacre du BK Häcken, le club remportant le championnat de Suède pour la première fois de son histoire lors de la saison 2022.
Trpcevski prolonge son contrat avec le BK Häcken le 18 novembre 2022, pour une durée de trois ans, soit jusqu'en décembre 2025. Il est par la même occasion définitivement promu en équipe première.
Le 21 février 2024, Filip Trpcevski rejoint l'Utsiktens BK sous la forme d'un prêt jusqu'à la fin de la saison.

### En sélection
En 2017, Filip Trpcevski est appelé pour la première fois avec la Macédoine du Nord, afin de représenter l'équipe des moins de 15 ans.
Filip Trpcevski représente l'équipe de Macédoine des moins de 17 ans, pour un total de trois matchs joués, tous en 2019.